# بخش عثمان‌آباد
بخش عثمان‌آباد (انگلیسی: Osmanabad district) از بخش‌های ایالت مهاراشترا در هند است.